# Public.Resource.Org
Public.Resource.Org — некоммерческая организация, которая публикует на своём сайте материалы, находящиеся в общественном достоянии в США. Основана Карлом Маламудом, штаб-квартира расположена в городе Себастопол, Калифорния.

## Стратегия деятельности
В основу деятельности организации Карла Маламуда заложен постулат о том, что гражданин должен иметь возможность с легкостью получить доступ к любой информации, находящейся в общественном достоянии. Своё внимание Public.Resource.Org обращает на подборки информационных материалов, держатели которых, не смогли предоставить свободный доступ общественности к ним. Если создатель информации не организовал, по каким то причинам, свободный доступ к информации в Интернете, то Public.Resource.Org помогает реализовать такую возможность. Если же создатель информации предал данные частной компании, которая сама взимает плату за доступ к документам, то Карл Маламуд сам приобретает данные материалы и публикует их на public.resource.org как общедоступные. После публичного привлечения внимания общественности к этому факту, следуют призывы к оказанию давления на владельца информации с целью принудить его к дальнейшему сотрудничеству.

## Проекты
Основным направлением деятельности Public.Resource.Org является оцифровка и размещение в открытом доступе документов и иных материалов Федерального правительства Соединенных Штатов, которые согласно правилам лицензирования собственных работ Правительства США почти всегда являются общественным достоянием. К таким документам, например, относятся судебные записи, различные законодательные акты, видеоматериалы Правительства США.

### Law.Gov
Law.Gov — проект Public.Resource.Org, направленный на публикацию первичной юридической документации США.

### Доступ к правовым ресурсам США
В 2007 Карл Маламуд начал публикацию полного текста юридических заключений Соединенных Штатов, начиная с 1880 года. Целью данного проекта было создание предпосылок для появления свободной общедоступной базы данных, предназначенный для хранения всех законодательных документов США. Эти планы встретили сильное сопротивление организаций получавших многомиллионные прибыли за предоставление доступа к первичным юридическим документам. В 2010 году организация оказалась в числе победителей конкурса компании Google и получила на эти цели $2 млн.

### FedFlix
Public.Resource.Org собирает старые и забытые видео Правительства Соединенных Штатов, оцифровывает их и распространяет бесплатно через онлайн проект FedFlix. Видео приобретается или запрашивается через государственные органы, такие как Национальная техническая информационная служба. Файлы загружаются на сервера YouTube и Public.Resource.Org. Большинство из этих видео были произведены на федеральные средства и предназначены для образовательных целей. Коллекция проекта FedFlix на серверах Internet Archive содержит более 8700 видеофайлов.

### Yes We Scan
«Yes We Scan» — фраза, используемая в качестве названия для нескольких проектов Public.Resource.Org по оцифровке и распространению больших коллекций документов. Слоган «Yes we scan!» появился в 2009 году, когда Карл Маламуд заявил о желании стать главой United States Government Publishing Office.
В 2010 году Public.Resource.org представил обращение к правительству США «YesWeScan.org», в котором просил разработать федеральную программу по оцифровке общедоступных документов всех государственных учреждений. Результатом прошения стали обещания чиновников повысить доступность документов, хранящихся в государственных архивах.
В 2013 году Public.Resource.Org организовал сбор средств для проекта по сбору, оцифровке и доступности правительственных стандартов безопасности для всех стран мира. По аналогии с успешно завершённым в 2010 году проектом по обеспечению доступности стандартов безопасности штата Калифорния.

### Лицензирование видеоматериалов компании C-SPAN
Частная медиакомпания C-SPAN занимается записью и распространением видео с заседаний Конгресса США. Бизнес-модель компании подразумевает взимание платы за предоставление видео для кабельных и спутниковых телевизионных вещателей.
В 2007 году Карл Маламуд высказался за открытый доступ некоторым записям C-SPAN. После привлечения внимания общественности к данной теме последовала череда обсуждений, скандалов и разбирательств. В итоге СЕО S-CPAN Брайан Ламб согласился значительно упростить доступ к спорным материалам. Electronic Frontier Foundation приписывают значительную роль в достижении такого результата лично Карлу Маламуду.

### Протест против действий Смитсоновского института
В 2006 году Карл Маламуд обратил внимание на договор о создании Smithsonian Networks между частной компанией Showtime Networks и владельцем государственной собственности Смитсоновским институтом. По условиям договора Showtime могла отказать в доступе к коллекции Смитсоновского института другим производителям медиаконтента. В знак протеста Public.Resource.Org опубликовала на сайте Flickr 10 000 изображений как общественное достояние или под лицензией Creative-Commons, в том числе более 6000 изображений из коллекции Смитсоновского института.